# Marc Lieb

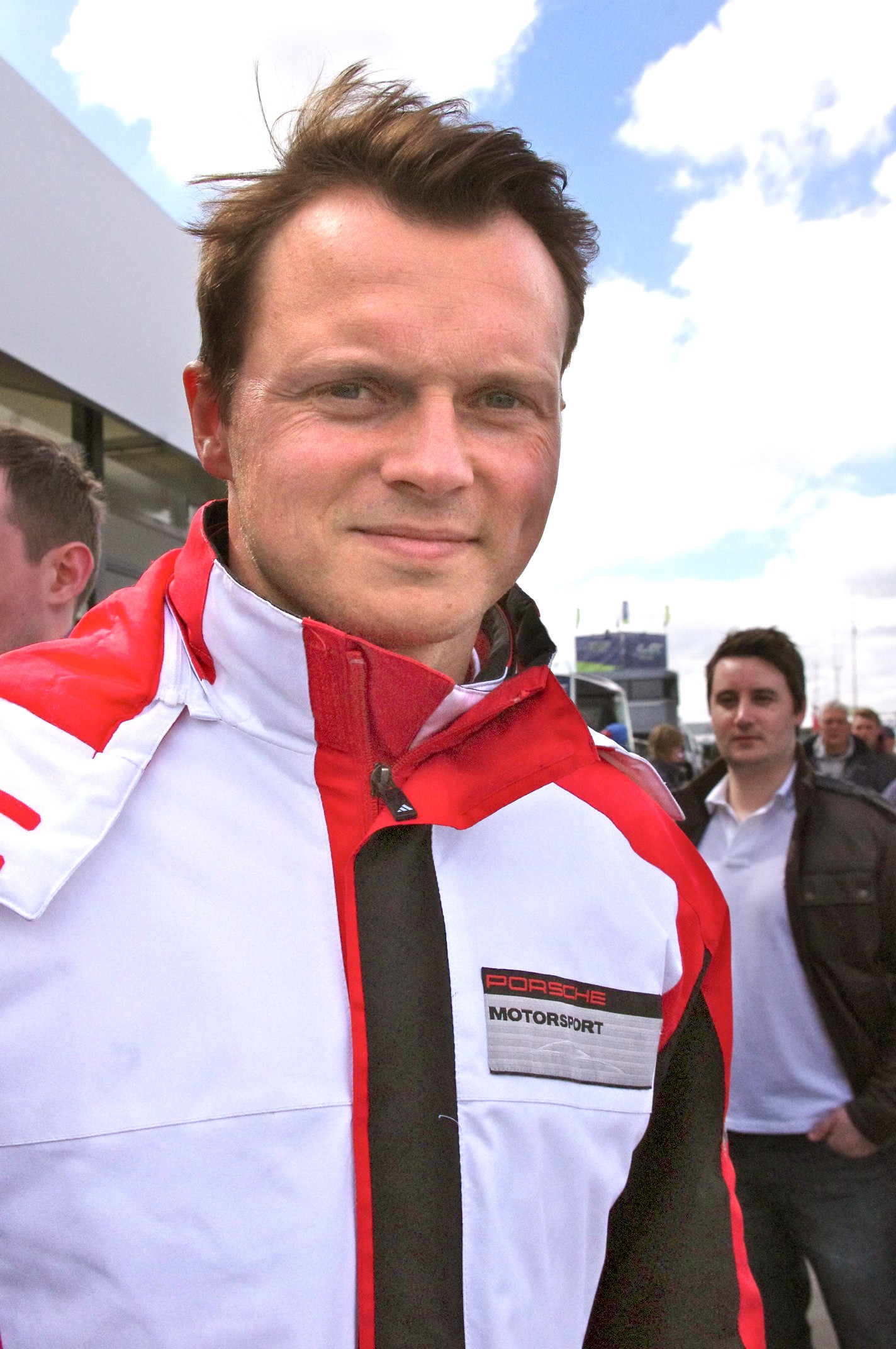
Marc Lieb (2014)

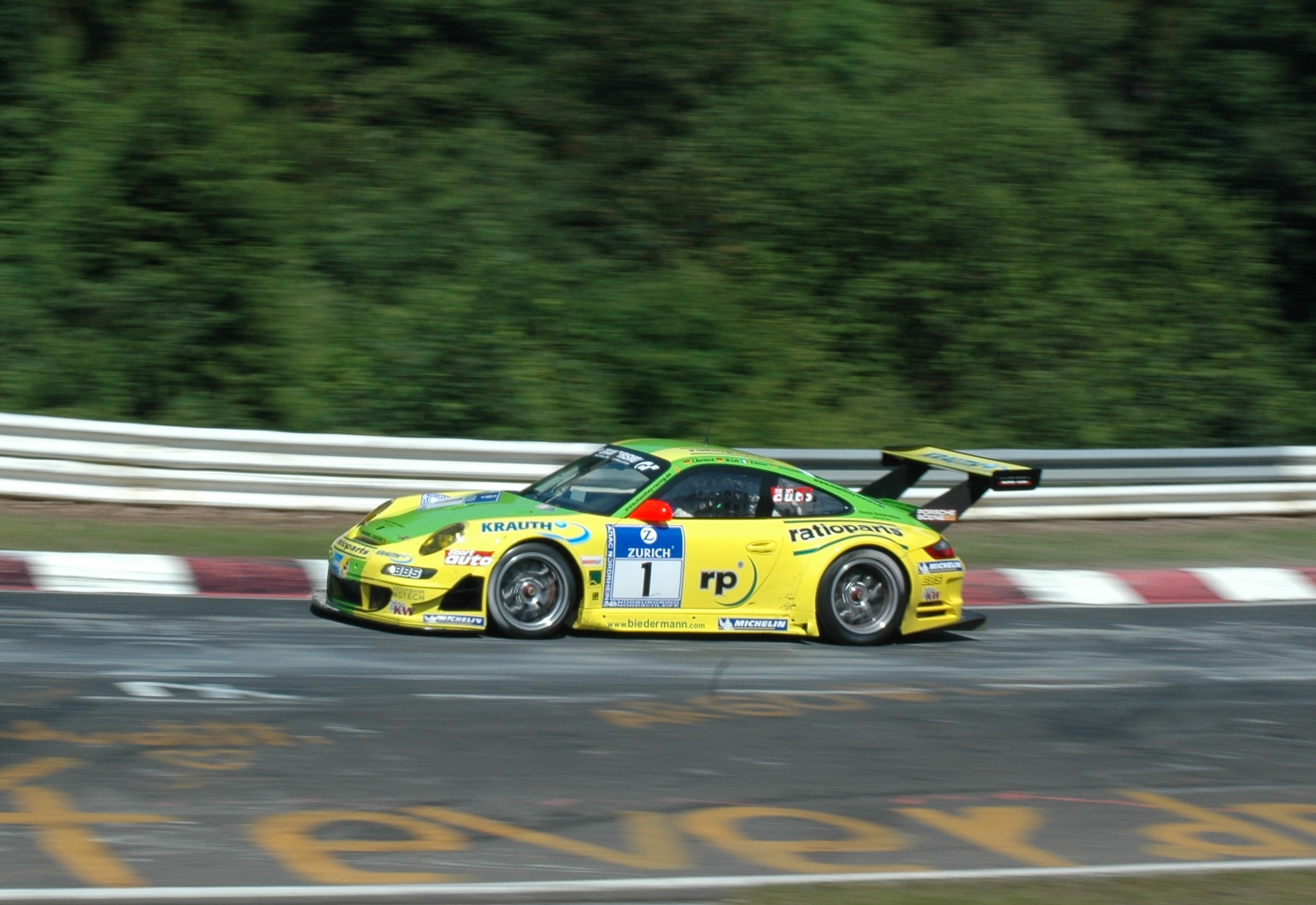
Fahrzeug von Lieb bei Manthey Racing 2007

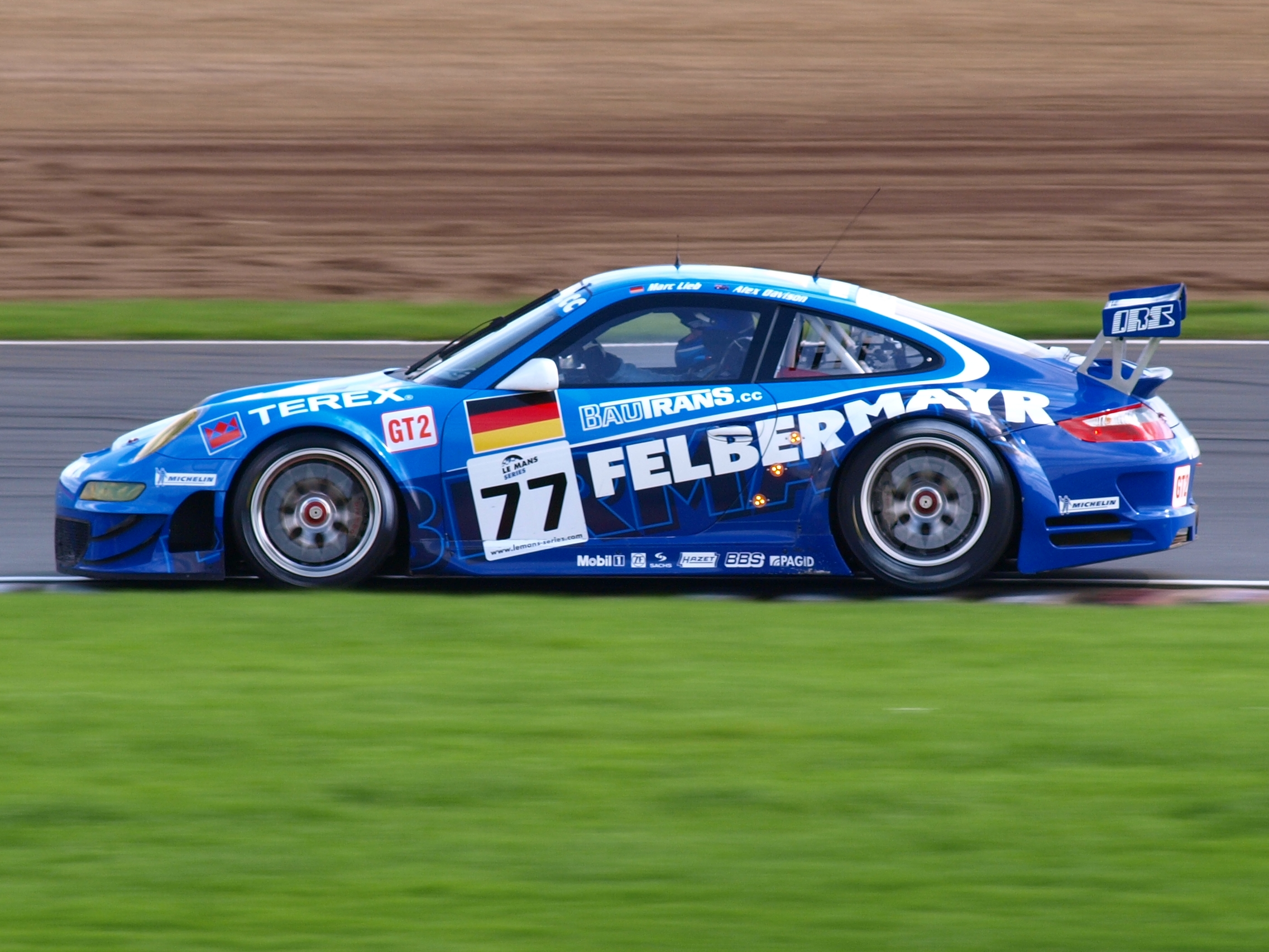
Marc Lieb im Porsche von Felbermayr-Proton beim 1000-km-Rennen von Silverstone 2008

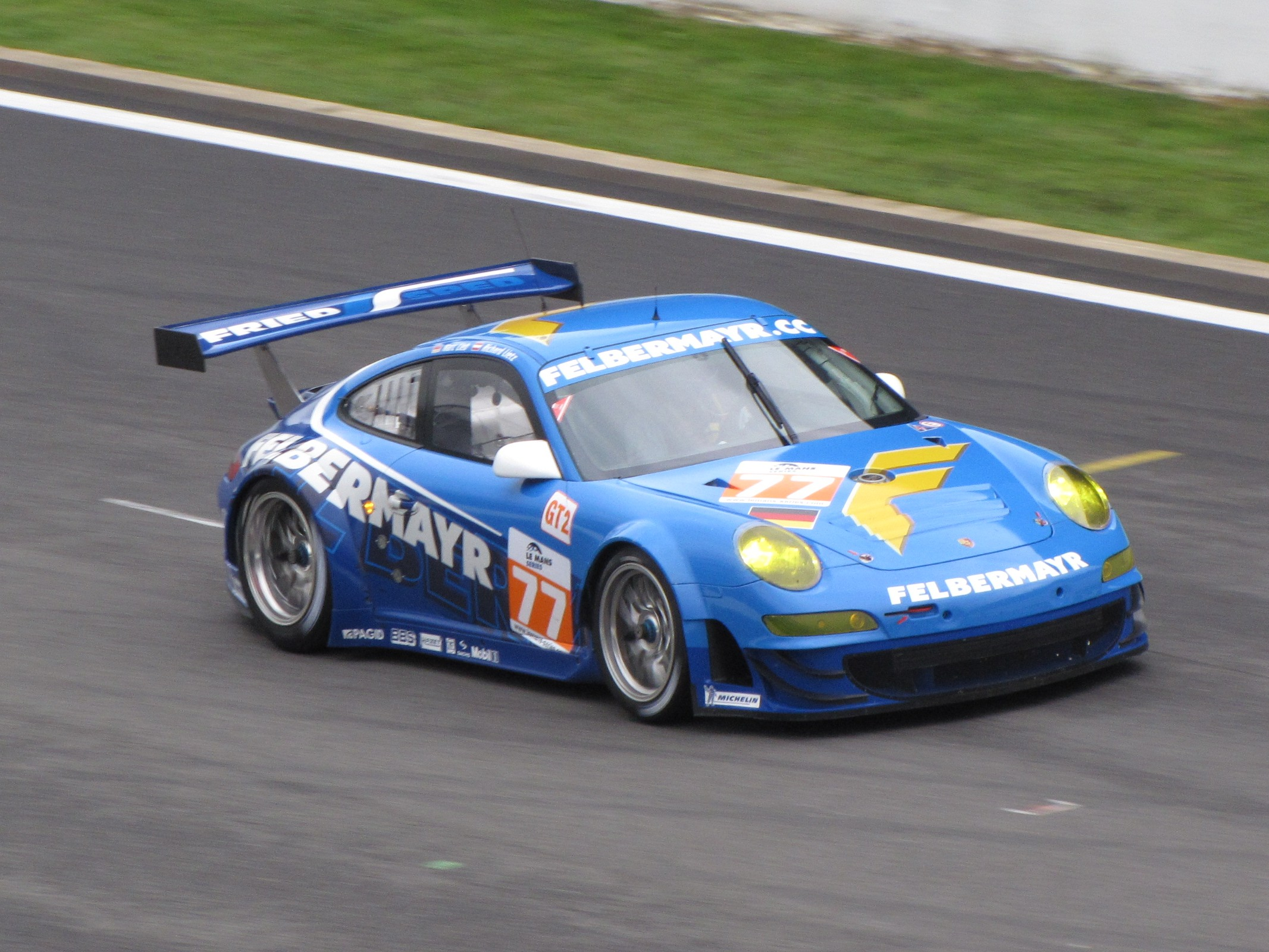
Marc Lieb beim 1000-km-Rennen von Spa-Francorchamps 2010

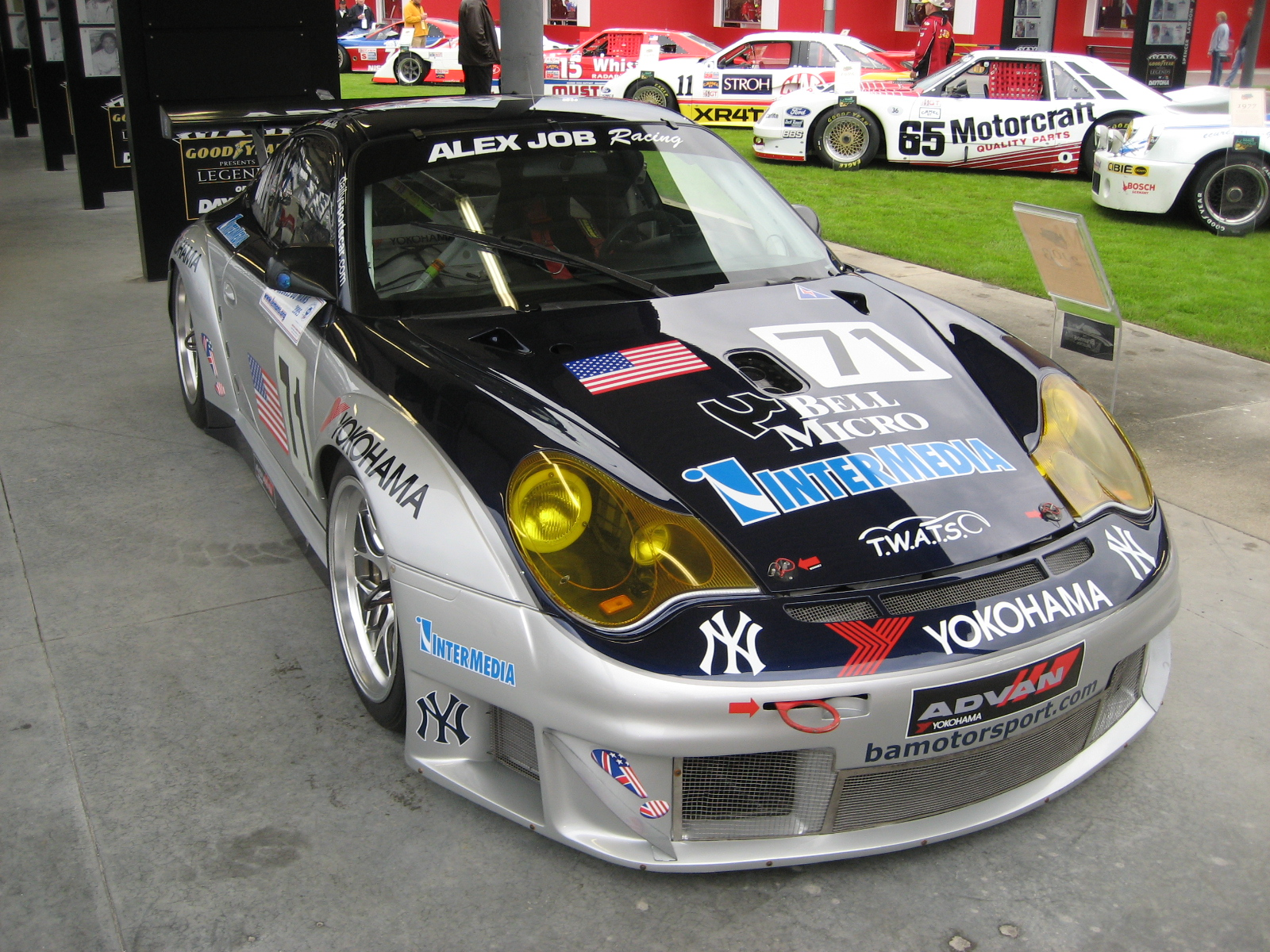
Porsche 996 GT3 RSR von Lieb in Le Mans 2005

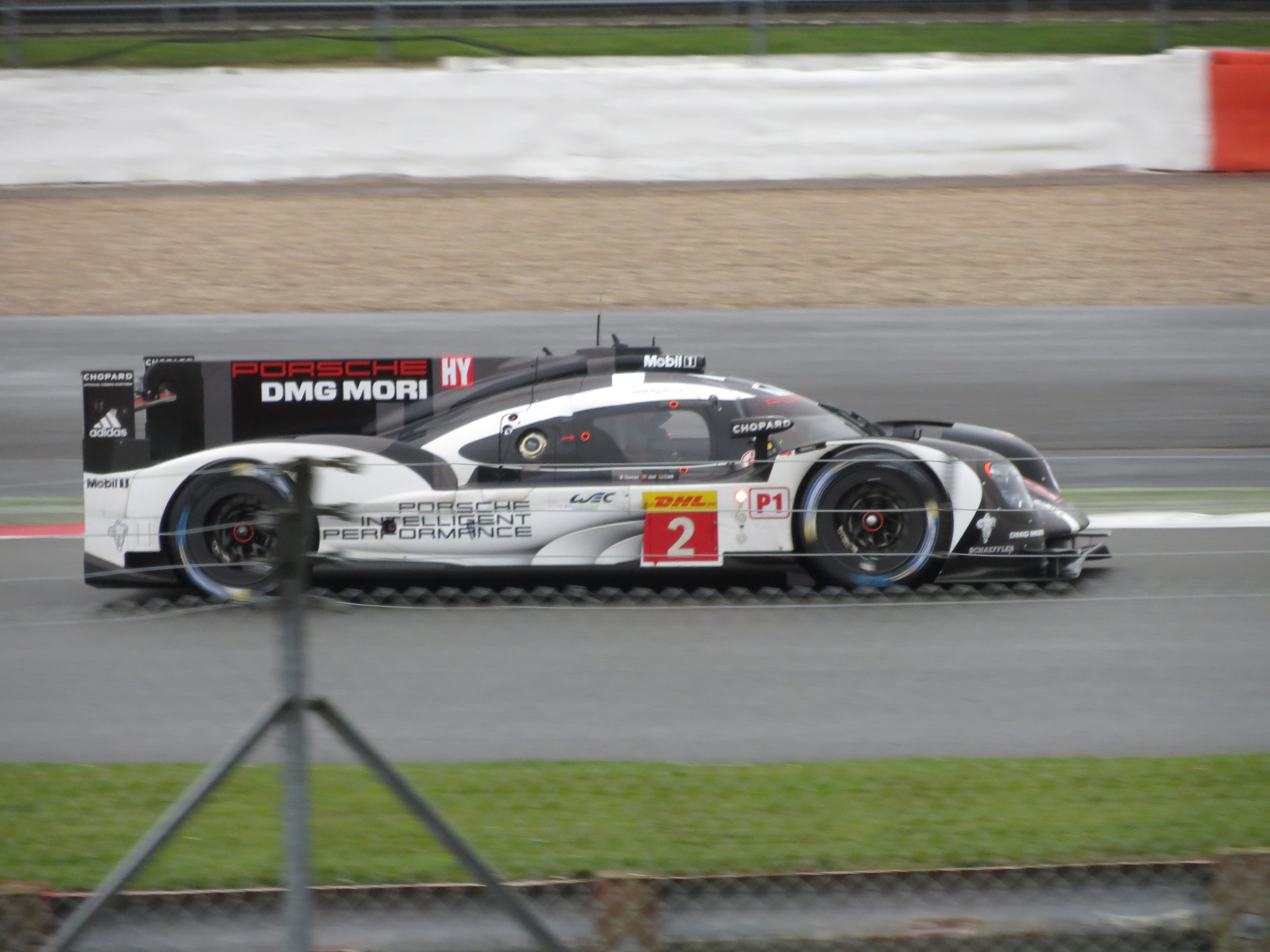
Der von Marc Lieb 2016 gefahrene Porsche 919 Hybrid

Marc Lieb (* 4. Juli 1980 in Stuttgart) ist ein ehemaliger deutscher Automobilrennfahrer, Porsche-Entwicklungsingenieur und FIA-Langstrecken-Weltmeister der Saison 2016 (zusammen mit seinen Teamkollegen Romain Dumas und Neel Jani).

## Leben
Marc Lieb wurde als Sohn eines Porsche-Mitarbeiters geboren und nahm bereits mit fünf Jahren an ersten Kartrennen teil. Aufgrund von stetigem Geldmangel musste der junge Lieb bereits frühzeitig darauf achten, keine Unfallschäden zu verursachen. Mit ein Grund für die späteren zuverlässigen Fahrten im Langstreckensport. Parallel zu seinen Motorsporterfolgen absolvierte Lieb an der Fachhochschule Esslingen den Ingenieurstudiengang Fahrzeugtechnik und erreichte mit seiner Abschlussarbeit zum Thema Differentialgetriebesperre das Diplom. Im Anschluss daran war Lieb Porsche-Werksfahrer und arbeitete daneben in Teilzeit in der Porsche-Performance-Abteilung. In dieser Zeit wirkte er unter anderem an der Entwicklung der Fahrzeuge Porsche 911 GT3 R Hybrid und Porsche 918 Spyder mit. Mit dem Supersportwagen 918 Spyder gelang ihm 2013 ein Streckenrekord auf der Nürburgring-Nordschleife – unter sieben Minuten mit einem Straßenfahrzeug. Ab 2012 war Lieb für Porsche ausschließlich als Profirennfahrer unterwegs. Am 25. November 2016 gab Porsche bekannt, dass Marc Lieb und sein Teamkollege Romain Dumas zum Saisonende 2016 aus dem LMP1-Team mit den beiden Le-Mans-Prototypen 919 Hybrid ausscheiden und innerhalb von Porsche neue Aufgaben übernehmen werden. Damit endete seine Karriere als Porsche-Werksfahrer. Er ist nun im Kundensportbereich tätig.

## Karriere

### Erfolge im Motorsport
Marc Lieb wurde 1994 Vizemeister in der deutschen ADAC-Popkart-Junioren-Meisterschaft. Zwei Jahre später wechselte er zur Formel Renault 1800 und später über die Renault 2000 zum Formel Renault Cup. In drei Jahren konnte er zwei Rennen gewinnen, sich viermal für die Pole-Position qualifizieren und 1997 den Formel-Renault-1800-Vizemeistertitel einfahren.

### Porsche Markenpokal und FIA-GT-Meisterschaft
Im Jahr 2000 wechselte er vom Formelsport zu GT-Fahrzeugen und nahm im UPS-Porsche-Junior-Team am Porsche Carrera Cup und Porsche Pirelli Supercup teil, bei dem er in seinem ersten Jahr dreimal unter die ersten drei fuhr. Die darauffolgenden zwei Jahre verblieb er in den beiden Markenpokalserien und gewann insgesamt vier Rennen. 2002 wurde er Meister des Porsche Carrera Cups. Aufgrund der Erfolge im Markenpokal wurde er 2003 zum Porsche-Werksfahrer und wechselte zu Freisinger Motorsport in die FIA-GT-Meisterschaft. Zusammen mit Stéphane Ortelli konnte er in seiner ersten Saison den N-GT-Meistertitel gewinnen. Dabei erzielte er drei Klassensiege, unter anderem mit einem Porsche 996 GT3 RS beim 24-Stunden-Rennen von Spa-Francorchamps. Danach wechselte Lieb in die American Le Mans Series, verstärkte 2004 jedoch Lucas Luhr und Sascha Maassen beim Meisterschaftslauf in Spa-Francorchamps. Im Porsche von Freisinger Motorsport beendete das Fahrertrio auf dem dritten Platz der N-GT-Kategorie. Am Jahresende fuhr er zudem mit Tim Sugden bei den letzten beiden Läufen in Dubai und Zhuhai. Die Ergebnisse im Porsche von Gruppe M Racing waren einerseits mit einem vierten Platz, andererseits mit technischen Problemen in Zhuhai durchwachsen. 2005 kehrte Lieb dennoch für eine gesamte Saison in die FIA GT zurück und war nun mit Mike Rockenfeller für Gruppe M Racing gemeldet. Neben dem Klassensieg beim 24-Stunden-Rennen von Spa gewann Lieb auch die GT2-Fahrermeisterschaft der Serie. 2006 wendete sich Lieb nun vollständig der Le Mans Endurance Series, die er neben seinem Erfolg 2005 in der FIA-Serie ebenfalls gewinnen konnte. Als Porsche-Werksfahrer wurde er für den ersten Renneinsatz des neuen Porsche 997 GT3 RSR ausgewählt, den er zusammen mit Timo Bernhard und Pedro Lamy 2006 beim 24-Stunden-Rennen von Spa steuern sollte. Da der von Manthey Racing eingesetzte Wagen zu dem Zeitpunkt noch nicht homologiert war, trat er in der eigens für solche Situationen entworfenen Klasse G2 an. Das Fahrertrio beendete den Lauf auf dem zweiten Platz hinter dem Schwesterfahrzeug. In den beiden folgenden Jahren trat er erneut mit einem Porsche 997 GT3 RSR beim 24-Stunden-Rennen an. 2007 siegte er in der GT2-Kategorie mit dem nun homologierten Fahrzeug an der Seite von Emmanuel Collard und Matteo Malucelli, 2008 beendete er das Rennen auf dem Podium seiner Klasse. Daneben fuhr er für diverse Teams bei fünf weiteren Meisterschaftsläufen. Eine Podiumsplatzierung blieb ihm jedoch bis auf das Rennen auf dem Circuit Zolder 2008 mit Markus Palttala verwehrt.

### American Le Mans Series
2004 wechselte er in die American Le Mans Series und konnte mit seinem Teamkollegen Romain Dumas zwei Klassensiege erzielen. Als Fahrer von Alex Job Racing gewann Lieb zusammen mit dem zweiten Porsche 996 GT3 RSR des Teams und seinen Kollegen die GT2-Team-Meisterschaft. Daneben startete er außerhalb seines Rennkalenders bei den 24-Stunden-Rennen von Daytona, die er als SGS-Klassensieger beendete. In den nächsten Jahren unterstützte Lieb nun hauptsächlich Flying Lizard Motorsports bei ausgewählten Meisterschaftsläufen. So fuhr er von 2006 bis 2009 beim 12-Stunden-Rennen von Sebring. In den vier Starts beendete er den Meisterschaftslauf zwei Mal auf dem Podium und 2008 als GT2-Klassensieger zusammen mit Jörg Bergmeister und Wolf Henzler. Aber auch beim Petit Le Mans 2007 konnte er einen Klassensieg in der GT2-Kategorie für Flying Lizard Motorsports einfahren. 2009 folgte sein erster Einsatz für Farnbacher Loles Racing in Salt Lake City, bei dem er lediglich den zuvor in Sebring unterstützten Porsche-Werksfahrer-Kollegen Bergmeister und Patrick Long in seiner Klasse unterlag. Das Ergebnis an der Seite von Wolf Henzler blieb für das Team das beste Rennergebnis in der Saison. Am Jahresende in Road Atlanta trat er hingegen erneut mit Bergmeister und Long an. Das Rennen, das nach vier Stunden wegen heftiger Regenschauer abgebrochen werden musste, beendete das Team lediglich auf dem fünften Platz der GT2-Kategorie. 2010 trat Lieb erneut bei den längeren Meisterschaftsläufen in Sebring und beim Petit Le Mans für Flying Lizard Motorsport an. Das Trio beendete beide Läufe in den Punkterängen, konnte jedoch nicht an die Ergebnisse in den Jahren zuvor anknüpfen.

### Le Mans Series und andere Rennserien
Neben seinen Aktivitäten in der FIA-GT und ALMS nahm er 2004 unregelmäßig an der Le Mans Endurance Series teil. 2005 trat er mit Xavier Pompidou bei Sebah Motorsport eine komplette Saison an. Am Jahresende gewann Lieb, Pompidou und Sebah Motorsport sowohl die GT2-Team- als auch und -Fahrerwertung. Da sich Sebah Motorsport für die Saison 2006 aus der Le Mans Series zurückzog, wechselte Marc Lieb zum italienischen Rennteam Autorlando Sport und gewann erneut die GT2-Meisterschaft. Im darauffolgenden Jahr versuchte er den GT2-Hattrick zu vervollständigen, beendete drei von sechs Läufen als Klassensieger, verlor die Meisterschaft dennoch an Robert Bell. Zudem gewann Lieb beim 24-Stunden-Rennen auf dem Nürburgring mit seinen Beifahrern Timo Bernhard, Romain Dumas und Marcel Tiemann. Diesen Sieg konnte er 2008 mit der gleichen Fahrerbesetzung wiederholen. Bei den Vortests zum Daytona-Langstreckenrennen der Rolex Sports Car Series, das er 2003 als Sieger seiner Fahrzeugkategorie beendete, erreichte er einen Platz unter den ersten zehn GT-Fahrzeugen, konnte jedoch am Rennen aus gesundheitlichen Gründen nicht teilnehmen. In der Le Mans Series bestritt er ein weiteres Jahr bei Felbermayr-Proton und beendet die Saison 2008 als Vizemeister der GT2-Klasse. Auch 2009 verblieb Lieb in der Le Mans Series und bei Felbermayr-Proton, bekam jedoch mit Richard Lietz einen neuen Teamkollegen an die Seite gestellt. Das Fahrerduo konnte zwei Meisterschaftsläufe der Saison 2009 als Klassensieger beenden. Beim 1000-km-Rennen von Spa gewann Lieb und Lietz ebenfalls, jedoch wurde der Wagen bei der technischen Abnahme disqualifiziert. Während Lieb von dem JetAlliance Aston Martin DBR9 überrundet wurde, kollidierten die beiden Fahrzeuge. Bei dem daraus resultierenden Reifenschaden wurde der hinter Kotflügel stark beschädigt. Da der Reifen nun nicht mehr komplett verdeckt war, lag nach Meinung der Rennkommissaren ein Regelwerkverstoß vor und nahmen den Wagen aus der Wertung. Felbermayr-Proton legte gegen die Entscheidung protest ein und bekam vom Schiedsgericht den Sieg erneut zugesprochen. Nachdem Francisco Cruz Martins im Schwesterfahrzeug beim Start des 1000-km-Rennens in Algarve die nun in der Meisterschaft führenden Teamkollegen abdrängte und nach Reparaturen lediglich zwei Punkte erhielten, erschienen Lieb und Lietz zum letzten Lauf in Silverstone mit acht Punkten Vorsprung. Liebs Teamkollege Lietz entschied die Qualifikation für sich und erhöhte das Punktekonto des Teams auf neun Punkte. Im Rennen hingegen konnte Verfolger Robert Bell und Gianmaria Bruni die Führung übernehmen. Der Boxermotor des Porsche lief indes nur auf fünf von sechs Zylindern. Trotz fehlender Leistung fuhr das Deutsch-Österreichische Fahrerduo knapp in die Punkte und beendete die Meisterschaft als Sieger der GT2-Kategorie mit einem Zähler Vorsprung. Zum Jahresende war Lieb nun zusammen mit Wolf Henzler für Felbermayr-Proton bei der neugegründeten Asian Le Mans Series in Okayama gemeldet. Lieb qualifizierte den Wagen für die beiden 500-km-Läufe als schnellster GT2-Pilot. Im ersten Rennen verloren er und Henzler die Führung jedoch an den BMW von Tommy Milner und Dirk Müller. Beim zweiten Lauf fiel der Wagen früh mit technischen Problemen aus. Auch 2010 blieb Liebs Hauptaufgabenfeld die Rennen der Le Mans Series. Er und sein Teamkollege Richard Lietz beendeten drei der fünf Läufe als Klassensieger der GT2. Damit verteidigte das Duo ihren Titel in der Meisterschaft. Zudem zählte das Finale in Silverstone zum neu ausgeschriebenen Intercontinental Le Mans Cup an sein Team Felbermayr-Proton ebenfalls teilnahm. Die lediglich drei Rennen umfassende Saison endete am 7. November mit dem 1000-km-Rennen von Zhuhai. Die Podiumsplatzierung von Lieb und Lietz und der vierte Platz des Schwesterfahrzeugs reichte Felbermayr-Proton zum Sieg der GT2-Teammeisterschaft der neuen Serie.

### 24-Stunden-Rennen von Le Mans
Marc Liebs erster Einsatz beim 24-Stunden-Rennen von Le Mans bestritt er 2003 an der Seite von Leo Hindery und Peter Baron, mit dem er bereits in Daytona und Sebring zu Beginn des Jahres fuhr. Gemeinsam beendeten sie das Rennen auf dem zweiten Platz der GT-Klasse. Sowohl 2004 als auch 2005 war er erneut in Le Mans gemeldet, jedoch kam mit Mike Rockenfeller nun ein weiterer Porsche-Werksfahrer hinzu. Zunächst begann das Rennen 2004 aussichtsreich, das Fahrertrio Hindery, Rockenfeller und Lieb qualifizierte den Wagen auf dem dritten Platz der GT-Fahrzeuge, jedoch ereilte den Wagen nach 223 Runden ein Getriebeschaden. 2005 lief das Rennen für das Team besser. Schon die Qualifikation beendete Rockenfeller – als bester GT2-Pilot – auf dem 33. Startplatz. Bis zum Rennende fuhr das Team zum Klassensieg auf den 10. Gesamtrang vor. Dank ihrer Konstanz und der Zuverlässigkeit ihres Porsche 996 GT3-RSR konnten sie deutlich leistungsstärkere Le-Mans-Prototypen und GT1-Fahrzeuge hinter sich lassen. Seinen Klassensieg konnte Marc Lieb 2006 nicht verteidigen, da einerseits sein Le-Mans-Series-Einsatzteam Autorlando Sport nicht zum 24-Stunden-Rennen in Le Mans eingeladen wurde, andererseits die verbliebenen Werksfahrerplätze von anderen Fahrern belegt waren. 2009 kehrte Lieb mit Felbermayr-Proton an die Sarthe zurück. Er qualifiziert den Porsche 997 GT3 RSR als zweitschnellster Pilot der GT2 mit 3/100 Sekunden hinter Markenkollegen Jörg Bergmeister. Ins Rennen startete Lieb zusammen mit Richard Lietz und Wolf Henzler. Das Trio blieb jedoch in der 24. Runde mit Elektronikproblemen an der Benzinpumpe auf der Strecke liegen. 2010 kehrte Lieb mit gleicher Besetzung an die Sarthe zurück, beendete das Rennen in diesem Jahr jedoch als Klassensieger auf dem 11. Gesamtrang.

## Statistik

### Le-Mans-Ergebnisse
| Jahr | Team                    | Fahrzeug            | Teamkollege   | Teamkollege       | Platzierung             | Ausfallgrund    |
| ---- | ----------------------- | ------------------- | ------------- | ----------------- | ----------------------- | --------------- |
| 2003 | Orbit Racing            | Porsche 996 GT3 RS  | Leo Hindery   | Peter Baron       | Rang 17                 |                 |
| 2004 | Orbit Racing / BAM!     | Porsche 996 GT3 RS  | Leo Hindery   | Mike Rockenfeller | Ausfall                 | Getriebe        |
| 2005 | Alex Job Racing / BAM!  | Porsche 996 GT3 RSR | Leo Hindery   | Mike Rockenfeller | Rang 10 und Klassensieg |                 |
| 2009 | Felbermayr-Proton       | Porsche 997 GT3 RSR | Richard Lietz | Wolf Henzler      | Ausfall                 | Elektronik      |
| 2010 | Felbermayr-Proton       | Porsche 997 GT3 RSR | Richard Lietz | Wolf Henzler      | Rang 11 und Klassensieg |                 |
| 2011 | Team Felbermayr-Proton  | Porsche 997 GT3 RSR | Richard Lietz | Wolf Henzler      | Rang 16                 |                 |
| 2012 | Team Felbermayr-Proton  | Porsche 997 GT3 RSR | Richard Lietz | Wolf Henzler      | Ausfall                 | Getriebeschaden |
| 2013 | Porsche AG Team Manthey | Porsche 911 RSR     | Richard Lietz | Romain Dumas      | Rang 15 und Klassensieg |                 |
| 2014 | Porsche Team            | Porsche 919 Hybrid  | Neel Jani     | Romain Dumas      | Rang 11                 |                 |
| 2015 | Porsche Team            | Porsche 919 Hybrid  | Neel Jani     | Romain Dumas      | Rang 5                  |                 |
| 2016 | Porsche Team            | Porsche 919 Hybrid  | Neel Jani     | Romain Dumas      | Gesamtsieg              |                 |

### Sebring-Ergebnisse
| Jahr | Team                      | Fahrzeug            | Teamkollege           | Teamkollege      | Platzierung             | Ausfallgrund |
| ---- | ------------------------- | ------------------- | --------------------- | ---------------- | ----------------------- | ------------ |
| 2002 | Alex Job Racing           | Porsche 911 GT3-RS  | Timo Bernhard         | Jörg Bergmeister | Ausfall                 | Elektrik     |
| 2003 | Orbit Racing              | Porsche 911 GT3-RS  | Peter Baron           | Leo Hindery      | Ausfall                 | Motorschaden |
| 2004 | Alex Job Racing           | Porsche 911 GT3-RSR | Romain Dumas          | Lucas Luhr       | Rang 10                 |              |
| 2006 | Flying Lizard Motorsports | Porsche 996 GT3-RSR | Johannes van Overbeek | Jon Fogarty      | Rang 9                  |              |
| 2007 | Flying Lizard Motorsports | Porsche 996 GT3-RSR | Johannes van Overbeek | Jörg Bergmeister | Rang 13                 |              |
| 2008 | Flying Lizard Motorsports | Porsche 997 GT3 RSR | Wolf Henzler          | Jörg Bergmeister | Rang 12 und Klassensieg |              |
| 2009 | Flying Lizard Motorsports | Porsche 997 GT3 RSR | Patrick Long          | Jörg Bergmeister | Rang 10                 |              |
| 2010 | Flying Lizard Motorsports | Porsche 997 GT3 RSR | Patrick Long          | Jörg Bergmeister | Rang 9                  |              |
| 2011 | Flying Lizard Motorsports | Porsche 997 GT3 RSR | Patrick Long          | Jörg Bergmeister | Rang 16                 |              |
| 2012 | Team Felbermayr Proton    | Porsche 997 GT3 RSR | Richard Lietz         | Patrick Pilet    | Rang 22                 |              |

### Einzelergebnisse in der FIA-Langstrecken-Weltmeisterschaft
| Saison | Team              | Rennwagen           | 1   | 2   | 3   | 4   | 5   | 6   | 7   | 8   | 9   |
| ------ | ----------------- | ------------------- | --- | --- | --- | --- | --- | --- | --- | --- | --- |
| 2012   | Felbermayr-Proton | Porsche 997 GT3 RSR | SEB | SPA | LEM | SIL | SAO | BAH | FUJ | SHA |     |
| 2012   | Felbermayr-Proton | Porsche 997 GT3 RSR | 22  | 18  | DNF | 27  | 18  | 15  | 17  | 17  |     |
| 2013   | Manthey-Racing    | Porsche 911 RSR     | SIL | SPA | LEM | SAO | AUS | FUJ | SHA | BAH |     |
| 2013   | Manthey-Racing    | Porsche 911 RSR     | 17  | 19  | 15  | 13  | 15  | 16  | 17  | 12  |     |
| 2014   | Porsche           | Porsche 919 Hybrid  | SIL | SPA | LEM | AUS | FUJ | SHA | BAH | SAO |     |
| 2014   | Porsche           | Porsche 919 Hybrid  | DNF | 4   | 11  | 4   | 4   | 3   | 2   | 1   |     |
| 2015   | Porsche           | Porsche 919 Hybrid  | SIL | SPA | LEM | NÜR | AUS | FUJ | SHA | BAH |     |
| 2015   | Porsche           | Porsche 919 Hybrid  | 2   | 2   | 5   | 2   | 12  | 2   | 2   | 1   |     |
| 2016   | Porsche           | Porsche 919 Hybrid  | SIL | SPA | LEM | NÜR | MEX | AUS | FUJ | SHA | BAH |
| 2016   | Porsche           | Porsche 919 Hybrid  | 1   | 2   | 1   | 4   | 4   | 4   | 5   | 4   | 6   |